# Zuzana Žirková
Zuzana Žirková (née le 6 juin 1980 à Bojnice) est une joueuse de basket-ball slovaque.

## Club
- 2003 : Mystics de Washington (WNBA)
- 2002-2010 :  Gambrinus Brno
- 2010-2011 :  K Cero I.C.P. Košice
- 2011-2011 :  UMMC Iekaterinbourg
- 2013- :  K Cero I.C.P. Košice

Avant les quarts de finale de l'Euroligue 2011, Zuzana Žirková est engagée par l'UMMC Iekaterinbourg pour trois mois à des conditions salariales avantageuses, ainsi que des compensations pour le club slovaque.

## Palmarès

### Sélection nationale
Jeux olympiques d'été
- 7e des Jeux olympiques de 2000 à Sydney,  Australie